# Noravank Marzakan Akowmb
Il Noravank Marzakan Akowmb, (in armeno Նորավանք մարզական ակումբ), è stata una società calcistica armena con sede nella città di Vajk.

## Storia
Fondata nel 2020, e stabilitasi nella regione di Vayots Dzor, prende il nome dall'omonimo monastero situato nei pressi della città di Yeghegnadzor. Ha esordito nel calcio armeno partendo dalla seconda divisione. Al suo esordio nella stagione 2020-2021 si è classificata al terzo posto, venendo successivamente ripescata dalla federcalcio armena nella massima serie.
Nel corso del suo primo campionato nella massima serie armena, vince il suo primo titolo nazionale battendo in finale di Coppa d'Armenia l'Urartu col punteggio di 2-0, ottenendo di diritto l'accesso alla UEFA Europa Conference League (successivamente negato per il mancato ottenimento della licenza UEFA). Terminata la stagione 2021-2022, la società non si iscrive alla successiva stagione calcistica, cessando di fatto di esistere.

## Palmarès

### Competizioni nazionali
- Coppa d'Armenia: 1

2021-2022

### Altri piazzamenti
- Araǰin Xowmb:

Terzo posto: 2020-2021

## Organico

### Rosa 2021-2022
| N. |                    | Ruolo | Calciatore                |
| -- | ------------------ | ----- | ------------------------- |
| 3  | Armenia (bandiera) | D     | Gagik Maghakyan           |
| 4  | Russia (bandiera)  | D     | Michail Bašilov           |
| 5  | Armenia (bandiera) | D     | Norayr Nikoghosyan        |
| 6  | Armenia (bandiera) | C     | David Margaryan           |
| 7  | Armenia (bandiera) | C     | Andranik Kocharyan        |
| 8  | Nigeria (bandiera) | C     | Julius Ufuoma             |
| 9  | Ghana (bandiera)   | A     | Benjamin Nana Techie      |
| 10 | Armenia (bandiera) | C     | Karen Nalbandyan          |
| 11 | Armenia (bandiera) | D     | Arman Asilyan             |
| 14 | Armenia (bandiera) | D     | Arman Khachatryan         |
| 15 | Ghana (bandiera)   | C     | David Quaye               |
| 16 | Russia (bandiera)  | P     | Vladislav Yarukov         |
| 19 | Ghana (bandiera)   | C     | Christian Agyenim Boateng |

| N. |                       | Ruolo | Calciatore        |
| -- | --------------------- | ----- | ----------------- |
| 20 | Ghana (bandiera)      | D     | Simon Obonde      |
| 22 | Ghana (bandiera)      | A     | Gideon Boateng    |
| 24 | Montenegro (bandiera) | D     | Igor Zonjić       |
| 25 | Brasile (bandiera)    | D     | Ebert             |
| 31 | Russia (bandiera)     | P     | Daniil Polyanskiy |
| 33 | Armenia (bandiera)    | C     | Armen Derdzyan    |
| 35 | Serbia (bandiera)     | P     | Dusan Cubrakovic  |
| 37 | Russia (bandiera)     | A     | Sergej Orlov      |
| 63 | Russia (bandiera)     | D     | Temur Mustafin    |
| 66 | Armenia (bandiera)    | A     | Erik Petrosyan    |
| 77 | Armenia (bandiera)    | C     | Davit Minasyan    |
| 88 | Armenia (bandiera)    | P     | Narek Voskanyan   |
| 99 | Armenia (bandiera)    | D     | Arman Mkrtchyan   |